# Europäisches Datum 1950
Das Europäische Datum 1950 (ED50) ist ein geodätisches Datum, in dem das internationale Vermessungsnetz der westeuropäischen Staaten ab 1950 gerechnet wurde. Dieses Europanetz ist eine präzise Vereinigung von etwa 20 staatlichen Triangulationsnetzen, um in der Zeit zunehmender internationaler Kooperation diese auch auf die Grundlagen der Geowissenschaften ausdehnen zu können. Es spielte auch für manche Entwicklungsländer und globale Analysen eine Rolle. In Nordamerika entspricht ihm das North American Datum (NAD).
Es beruht auf dem Internationalen Ellipsoid von 1924 (meist nur nach dem Autor John Fillmore Hayford genannt) und hat als Fundamentalpunkt den Helmertturm auf dem Potsdamer Telegrafenberg. Das Ellipsoid ist demnach relativ zum Erdkörper so gelagert, dass es das Geoid in Potsdam berührt.
Für die Wahl dieses Vermessungspunktes sprach seine relativ zentrale Lage (für Westeuropa, Skandinavien und Südeuropa). Die Besatzungsarmee der USA unterstützte diese Initiative (durch zusätzliches Fachpersonal, Rechner usw.) und sah darin auch eine Chance, Teile des Ostblocks zur Kooperation zu bewegen (was allerdings kaum stattfand). Die Wahl des Hayford-Ellipsoids statt des Bessel-Ellipsoids – das dem Geoid in Europa besser angepasst wäre – hängt mit der Dominanz der USA nach dem Zweiten Weltkrieg zusammen, sowie mit einigen Plänen, das ED 50 später auch für andere Kontinente zu nutzen.
Zwei Jahrzehnte später wurde das ED 50 zum ED 77 bzw. zum ED 79 erweitert. Auf denselben Grundlagen, aber mit neueren Messungen und unter Berücksichtigung der Reduktion wegen Lotabweichung, ist das Vermessungsnetz des ED 79 seitdem das wichtigste Datenmaterial zum Vergleich mit Messungen der Satellitengeodäsie.
Das ED 50 wird weiterhin für verschiedene Karten, als eine in GPS-Empfängern programmierte Datengrundlage und für Koordinatentransformationen verwendet, hat jedoch für neue Projekte seinen Nachfolgern bzw. dem WGS 84 Platz gemacht.

## Aktuell
Aktuell werden folgende Daten verwendet:
| International | ITRS-2005 bzw. ITRF-2005            |
| Europa        | ETRS-89 bzw. ETRF-89                |
| vereinfacht   | World Geodetic System 1984 (WGS 84) |